# New Age Outlaws
Palmarès
MCW Tag Team Championship (1 fois) 
TWA Tag Team Championship (1 fois) 
WWF Tag Team Championship (5 fois) 
WWF Intercontinental Championship (2 fois) - Dogg (1) et Gunn (1) 
WWF Hardcore Championship (3 fois) - Dogg (1) et Gunn (2)
WWE Tag Team Championship (1 fois)
The New Age Outlaws est une équipe de deux catcheurs composée de Billy Gunn et Road Dogg, connu pour avoir été employé à la WWE.  
L'équipe s'est fait connaître à la World Wrestling Federation et était une des plus populaires à la fin des années 1990, ils seront d'ailleurs, à la même époque, classés en troisième position des meilleures ventes de merchandising[réf. nécessaire] derrière Steve Austin et The Rock. Ils joindront aussi la D-Generation X.
Ils travaillent ensuite à la Total Nonstop Action Wrestling sous les noms de B.G. James et Kip James en tant que James Gang puis Voodoo Kin Mafia.

## Carrière

### World Wrestling Federation (1997-2000)

#### Formation (1997) , Intercontinental Championship, Harcore Championship et multiple WWF Tag team Championship (1997-2000)
Les Outlaws se sont formés lors d'un épisode de Shotgun Saturday Night où Billy Gunn et "Road Dogg" Jesse James, mieux connus à l'époque sous les noms de Rock-a-Billy and "The Real Double J" Jesse James se sont associés alors qu'ils feudaient l'un contre l'autre.
Plus tard dans un Raw, Jesse James venait voir Rock-A-Billy après une défaite de celui-ci et lui demandait de se retourner contre son manager, The Honky Tonk Man, pour équipe avec lui. Il accepta et cassait une guitare sur la tête du Honky Tonk Man. Rock-A-Billy va alors se renommer "Bad Ass" Billy Gunn et Jesse James, The Road Dogg. L'équipe eut un impact rapide à la WWF en attaquant d'autres équipes. N'utilisant pas de thème d'entrée, c'est Road Dogg qui à chaque fois présentait l'équipe en faisait un discours avant leur match. Ils ont gagné aussi beaucoup de matchs en trichant et en utilisant des armes.
atch grâce à l'aide de la DX.Ils se joint à la D-Generation-X en fin Mars 1998.Ils auront quand même une rivalité
avec Owen Hart et Le Nation Of Domination.Ils perdront encore leurs titres par équipe face à Mankind & Kane à Raw Is War.
à la fin d'année de 1998,ils ont une rivalité avec The Corporation dirigé par Vince Mcmahon et Shane Mcmahon.Billy Gunn affronte Ken Shamrock,membre de la Corporation au Royal Rumble 1999 pour le titre intercontinental mais Gunn perd.Cependant,Val Venis avait intervenu pour Gunn.Le 15 mars 1999 à Raw Is War,Road Dogg  gagne le WWF Intercontinental Championship contre Val Venis.
Billy Gunn gagne le WWF Hardcore Championship contre Hardcore Holly dans la même soirée.Lors du Wrestlemania XV,Road Dogg conserve le titre intercontinental contre Val Venis,Ken Shamrock et Goldust,Gunn perdra son titre Hardcore face à Hardcore Holly et Al Snow.Le 1er novembre 1999,il regagneront le World Tag Team Championship contre Mandkind & Al Snow.Ils auront aussi une rivalité contre les Dudleys Boyz en février 2000.Lors du No Way Out 2000,ils perdent leurs titres à cause de Bubba Dudley qui donné un coup de bâton sur Gunn et ce qui donne une blessure à Billy Gunn.

### Total Nonstop Action Wrestling (2002-2008)

#### Voodoo Kin Mafia (2006–2008)
Lors de Hard Justice 2007, ils perdent contre The Latin American Xchange (Hernandez et Homicide).
Lors de l’impact du 25 octobre, ils font équipe avec A.J. Styles et Tomko mais perdent un Eight Man Tag Team Match contre The Latin American Xchange et les Steiner Brothers.

### Retour à la World Wrestling Entertainment (2012-2015)
Le 19 janvier à Raw, ils font leur retour lors de la réunion de la NWO en attaquant The Ascension qu'ils affronteront lors du Royal Rumble. Lors du Royal Rumble, ils sont défaits par The Ascension.

#### WWE Tag Team Champions (2014)
Lors de Royal Rumble 2014, ils battent Cody Rhodes et Goldust et remportent les WWE Tag Team Championship. Le 3 mars à Raw, ils perdent les titres contre les Usos.
Lors de Royal Rumble (2015), ils perdent contre The Ascension (Konnor et Viktor).

## Palmarès
- Maryland Championship Wrestling
  - 1 fois  MCW Tag Team Champions[7],[8]

- Pro Wrestling Illustrated
  - Classé 43e au classement des 100 meilleures tag teams en 2003[9]
  - PWI Tag Team of the Year (1998)[10]

- Total Nonstop Action Wrestling
  - Feast or Fired (2007 – TNA World Tag Team Championship) - B.G. James

- World Wrestling Entertainment
  - 3 fois WWE Hardcore Championship - Road Dogg (1) et Billy Gunn (2)
  - 2 fois WWE Intercontinental Championship - Road Dogg (1) et Billy Gunn (1)
  - 5 fois WWF World Tag Team Championship[11],[12]
  - 1 fois WWE Tag Team Championship